# Справа «шкідницької організації в органах наркомзему і наркомрадгоспів» 1933
Справа «Контрреволюційної шкідницької організації в органах наркомзему і наркомрадгоспів» 1933 — політична справа, сфабрикована керівництвом СРСР з метою «знайти» винних за створення голоду 1932–33 (див. Голодомор 1932–1933 років в УСРР), а також для залякування тих керівних працівників, які несхвально ставилися до політики комуністичного режиму на селі. 5 березня 1933 ОДПУ СРСР через газету «Правда» оголосило про викриття «контрреволюційної шкідницької організації в деяких органах наркомзему і наркомрадгоспів, головним чином у сільськогосподарських районах України, Північного Кавказу, Білорусії». Сповіщалося також, що заарештовані мали на меті «підірвати селянське господарство і викликати голод у країні». Це було чи не перше офіційне повідомлення, в якому фігурував термін «голод». 11 березня 1933 Колегія ОДПУ СРСР ухвалила постанову, якою «за організацію контрреволюційного шкідництва у машинно-тракторних станціях і радгоспах» засудила до страти 35 осіб, до 10 років ув'язнення — 22 особи, до 8 років ув'язнення — 18 осіб.
У квітні 1933 Державне політичне управління УСРР оголосило про викриття «українського філіалу» цієї контрреволюційної організації, який нібито очолював колишній заступник зав. сектором урожайності Всеукраїнської академії с.-г. наук В.Батієнко. Разом з В.Батієнком слідчі заарештували: відп. виконавця «Укрзаготекспорту» М.Апанащенка, референта планового управління Наркомату земельних справ УСРР, агронома «Укрбурякотрактороцентру» В.Борщика, старшого референта бюро п'ятирічки Наркомзему УСРР П.Бровара, наук. співробітника Колг. ін-ту С.Будняка, заст. керуючого Укр. конторою «Центроплодоовоч» Є.Васильківського, агронома «Укртрактороцентру» А.Гепенера, нач. Гол. планового управління Наркомзему УСРР Л.Діманта, старшого спеціаліста сектору тваринництва Наркомзему УСРР В.Єлисеєва, зав. планового від. «Укрзернотрактороцентру» М.Максименка, агронома військ.-госп. відділу штабу Укр. військ. округу М.Румянцева, агронома «Укртрактороцентру» С.Рутковського, референта Наркомзему УСРР Я.Співакова, референта плодоовочевої групи Наркомзему УСРР О.Еспозита.
В обвинуваченні, яке було висунуто проти «шкідників» з УСРР, зазначалося, що вони перекручували «усі заходи партії по реконструкції сільського господарства», здійснювали роботу зі «зриву посівної, збиральної та заготівельної кампаній», а також «активного руйнування тракторного парку». Учасникам «змови» інкримінувалося налагодження зв'язків з відп. працівниками Київ., Одес. та ін. областей з метою «створення необхідних передумов для розгортання й активізації своєї підготовчо-повстанської роботи» та формування повстанських осередків (загалом у 102 машинно-тракторних станціях, 114 колгоспах і селах у 133 районах УСРР). Окремо виділялася «практична» діяльність, що призводила до «дискредитації основних заходів партії на селі, озлоблення селянства й підштовхування його на шлях повстання проти радвлади». Називався строк розгортання повстання — весна 1933.
Для перевірки цієї справи було створено спец. комісію Наркомату робітн.-сел. інспекції, що підтвердила висновки слідства. Постановою суд. трійки ДПУ УСРР від 27 квіт. 1933 всі учасники «змови» були притягнені до кримінальної відповідальності. Чотирьох засудили до страти (В.Батієнко, В.Борщик, Л.Дімант, В.Єлісеєв), решту — до позбавлення волі на строки від 3 до 10 років.
1956 всі засуджені були офіційно реабілітовані.